# Argenta (Fotopapierfabrik)
Argenta war eine deutsche Fotopapierfabrik mit Sitz in München-Pasing und bestand bis zur Liquidation 1992.

## Geschichte
Ludwig Müller war Kaufmann und Musiker. Er wandte sich Anfang des 20. Jahrhunderts der Fotografie zu. Während des Ersten Weltkriegs betrieb er ein umfangreiches Versand- und Exportgeschäft für Fotoartikel. 1918 eröffnete er dann in Pasing sein Geschäft. 1938 wurde Pasing unter Adolf Hitler nach München eingemeindet. Die Fabrik photographischer Papiere mit Sitz in der Willibaldstraße 22 wurde durch Luftangriffe im Zweiten Weltkrieg komplett zerstört, bestand aber weiterhin als oHG, zuletzt dann als GmbH mit letztem Hauptfirmensitz in der ehemaligen Zweigniederlassung Planegger Straße 121 als neuem Hauptsitz fort. Müllers Söhne Richard und Ludwig Müller junior, später auch Sohn Robert Müller stiegen in das väterliche Unternehmen ein und führten dieses später als Geschäftsführer fort.
Auch nach dem Krieg war Argenta weiterhin international tätig. In den 1950er Jahren beanstandete der Photoindustrie-Verband, dass Argenta die Preise für bestimmte Spezialpapiere unter die vom Verband empfohlenen Sätze gesenkt hatte. 1964 hatte das Unternehmen 180 Beschäftigte. Spezialitäten des Herstellers waren Fotoleinen und mit Kupfer, Silber und Gold eingefärbte Papiere für die Schwarzweißfotografie. Eine Besonderheit waren die „schweren“ Baryt-Papiere mit ungehärter Emulsion, die sich für den Bromöldruck eigneten. In den 1950er-/1960er Jahren wurde ein mit Emulsion begossenes Canvas entwickelt, das 1962 auf den Markt kam. Dieses Fotoleinen war bestimmt für Bühnendekorationen, Werbezwecke und Graphikreproduktionen.
1991 wurde die Produktion eingestellt, im Jahr darauf das Unternehmen aufgelöst.